# Ню² Волопаса
Ню² Волопаса (лат. ν² Boötis), 53 Волопаса (лат. 53 Boötis), HD 138629 — кратная звезда в созвездии Волопаса на расстоянии приблизительно 415 световых лет (около 127 парсеков) от Солнца.

## Характеристики
Первый компонент (CCDM J15318+4054A) — белая звезда спектрального класса A5V, или A2. Видимая звёздная величина звезды — +5,8m. Масса — около 3,163 солнечных, радиус — около 5,702 солнечных, светимость — около 135,079 солнечных. Эффективная температура — около 7894 K.
Второй компонент (CCDM J15318+4054B) — белая звезда спектрального класса A5V или A2. Видимая звёздная величина звезды — +5,8m. Орбитальный период — около 9 лет. Удалён на 0,1 угловой секунды.
Третий компонент — красный карлик спектрального класса M. Масса — около 240,2 юпитерианских (0,2293 солнечной). Удалён на 2,195 а.е..
Четвёртый компонент (CCDM J15318+4054C). Видимая звёздная величина звезды — +13m. Удалён на 93,6 угловых секунды.
Пятый компонент (WDS J15318+4054D). Видимая звёздная величина звезды — +14,19m. Удалён на 117,8 угловых секунды.